# ROH World Championship
ROH World Championship lub Ring of Honor World Championship – światowy tytuł mistrzowski profesjonalnego wrestlingu stworzony i promowany przez amerykańską federację Ring of Honor. Jest to również główne mistrzostwo federacji.

## Historia
W przeszłości tytuł był nazywany ROH World Championship lub Ring of Honor World Championship. Pierwszy mistrz zostały wyłoniony w turnieju, w którym udział wzięli AJ Styles, American Dragon, Bio-Hazard, Christopher Daniels, Doug Williams, Jay Briscoe, Jerry Lynn, Jody Fleisch, Jonny Storm, Low Ki, Paul London, Prince Nana, Scoot Andrews, Spanky, The Amazing Red i Xavier. Zwycięzcą został Low Ki, który 27 lipca 2002 w finale pokonał Christophera Danielsa, Douga Williamsa i Spanky’ego w walce typu Fatal 4-way Iron man match.
12 sierpnia 2006 ROH World Championship został zunifikowany z mistrzostwem ROH Pure Championship po tym jak mistrz ROH Pure Nigel McGuinness przegrał walkę z mistrzem ROH World Bryanem Danielsonem.

## Lista mistrzów
| Mistrz                                                 | Data                      | Miejsce                  | Panowanie |
| ------------------------------------------------------ | ------------------------- | ------------------------ | --------- |
| Low Ki                                                 | 27 lipca 2002(dts)        | Filadelfia, Pensylwania  | 1         |
| Xavier                                                 | 21 września 2002(dts)     | Filadelfia, Pensylwania  | 1         |
| Samoa Joe                                              | 22 marca 2003(dts)        | Filadelfia, Pensylwania  | 1         |
| Austin Aries                                           | 26 grudnia 2004(dts)      | Filadelfia, Pensylwania  | 1         |
| C.M. Punk                                              | 18 czerwca 2005(dts)      | Morristown, New Jersey   | 1         |
| James Gibson                                           | 12 sierpnia 2005(dts)     | Dayton, Ohio             | 1         |
| Bryan Danielson                                        | 17 września 2005(dts)     | Lake Grove, Nowy Jork    | 1         |
| Homicide                                               | 23 grudnia 2006(dts)      | Nowy Jork, Nowy Jork     | 1         |
| Takeshi Morishima                                      | 17 lutego 2007(dts)       | Filadelfia, Pensylwania  | 1         |
| Nigel McGuinness                                       | 6 października 2007(dts)  | Edison, New Jersey       | 1         |
| Jerry Lynn                                             | 3 kwietnia 2009(dts)      | Houston, Teksas          | 1         |
| Austin Aries                                           | 13 czerwca 2009(dts)      | Nowy Jork, Nowy Jork     | 2         |
| Tyler Black                                            | 13 lutego 2010(dts)       | Nowy Jork, Nowy Jork     | 1         |
| Roderick Strong                                        | 11 września 2010(dts)     | Nowy Jork, Nowy Jork     | 1         |
| Eddie Edwards                                          | 19 marca 2011(dts)        | Nowy Jork, Nowy Jork     | 1         |
| Davey Richards                                         | 26 czerwca 2011(dts)      | Nowy Jork, Nowy Jork     | 1         |
| Kevin Steen                                            | 12 maja 2012(dts)         | Toronto, Ontario, Kanada | 1         |
| Jay Briscoe                                            | 5 kwietnia 2013(dts)      | Nowy Jork, Nowy Jork     | 1         |
| Wakat z powodu kontuzji i odejścia Jaya Briscoe        | 3 lipca 2013(dts)         |                          |           |
| Adam Cole                                              | 20 września 2013(dts)     | Filadelfia, Pensylwania  | 1         |
| Michael Elgin                                          | 22 czerwca 2014(dts)      | Nashville, Tennessee     | 1         |
| Jay Briscoe                                            | 6 września 2014(dts)      | Toronto, Ontario, Kanada | 2         |
| Jay Lethal                                             | 19 czerwca 2015(dts)      | Nowy Jork, Nowy Jork     | 1         |
| Adam Cole                                              | 19 sierpnia 2016(dts)     | Las Vegas, Nevada        | 2         |
| Kyle O’Reilly                                          | 2 grudnia 2016(dts)       | Nowy Jork, Nowy Jork     | 1         |
| Adam Cole                                              | 4 stycznia 2017(dts)      | Tokio, Japonia           | 3         |
| Christopher Daniels                                    | 10 marca 2017(dts)        | Las Vegas, Nevada        | 1         |
| Cody                                                   | 23 czerwca 2017(dts)      | Lowell, Massachusetts    | 1         |
| Dalton Castle                                          | 15 grudnia 2017(dts)      | Nowy Jork, Nowy Jork     | 1         |
| Jay Lethal                                             | 30 czerwca 2018(dts)      | Fairfax, Wirginia        | 2         |
| Matt Taven                                             | 6 kwietnia 2019(dts)      | Nowy Jork, Nowy Jork     | 1         |
| Rush                                                   | 27 września 2019(dts)     | Las Vegas, Nevada        | 1         |
| PCO                                                    | 13 grudnia 2019(dts)      | Baltimore, Maryland      | 1         |
| Rush                                                   | 29 lutego 2020(dts)       | St. Charles, Missouri    | 2         |
| Bandido                                                | 11 lipca 2021(dts)        | Baltimore, Maryland      | 1         |
| Wakat z powodu pozytywnego testu na COVID-19 u Bandido | 9 grudnia 2021(dts)       |                          |           |
| Jonathan Gresham                                       | 11 grudnia 2021(dts)      | Baltimore, Maryland      | 1         |
| Claudio Castagnoli                                     | 23 lipca 2022(dts)        | Lowell, Massachusetts    | 1         |
| Chris Jericho                                          | 21 września 2022(dts)     | Queens, Nowy Jork        | 1         |
| Claudio Castagnoli                                     | 10 grudnia 2022(dts)      | Arlington, Teksas        | 2         |
| Eddie Kingston                                         | 20 września 2023(dts)     | Queens, Nowy Jork        | 1         |
| Mark Briscoe                                           | 5 kwietnia 2024(dts)      | Filadelfia, Pensylwania  | 1         |
| Chris Jericho                                          | 23 października 2024(dts) | West Valley City, Utah   | 2         |
| Bandido                                                | 6 kwietnia 2025(dts)      | Filadelfia, Pensylwania  | 1         |